# Cambridge SoundWorks
Cambridge SoundWorks è un'azienda produttrice di elettronica di North Andover, nel Massachusetts. Specializzata nel settore audio, la società è ora di proprietà di Creative Technology.

## Storia
La Cambridge SoundWorks è stata fondata nel 1988 da Henry Kloss, ingegnere e imprenditore del settore audio. Nata come azienda produttrice di altoparlanti, Cambridge SoundWorks ha cominciato ad offrire un ventaglio di suoi prodotti innovativi come l'Ensemble I, II, III, sistemi di diffusione sonora con casse satellite. Nel 1991 la società ha aperto il suo primo punto vendita al dettaglio a Newton, e nel 1994 ha fatto il suo ingresso nel commercio informatico.
Nel 1996, la Cambridge SoundWorks ha coinvolto la Creative Technology in una joint venture: da questa unione nascono i prodotti Cambridge SoundWorks creati appositamente per applicazioni multimediali commercializzati con il marchio Creative. Da questo momento i prodotti Cambridge SoundWorks vengono distribuiti in tutto il mondo. Dal 1997 la partnership con Creative diventa permanente, con l'acquisizione di Cambridge SoundWorks da parte della Creative Technology.